# 31 Records
31 Records – wytwórnia płytowa muzyki drum and bass wykonawcy znanego jako Doc Scott (znany również jako Nasty Habits lub DJ 31). Wiele ze wczesnych produkcji tej wytwórni to drum and bass o ciężkim brzmieniu. Wiele znanych artystów tego gatunku wydawało pod szyldem 31 Records. 